# 泰晤士連線
泰晤士連線（英語：Thameslink）是英國的鐵路系統，開通於1988年，總長225公里（140英里），共有68個車站。鐵路的起點是貝德福，終點是布萊頓，途徑倫敦魯頓機場和格域機場，在倫敦市中心擁有多個站點。